# Фаррингдон (станция)
Станция Фаррингдон — транспортный пересадочный узел в районе Кларкенуэлл округа Ислингтон в центральной части Лондона. На станции останавливаются поезда трёх линий Лондонского метрополитена: Кольцевой, Хаммерсмит-энд-Сити и Метрополитен, а также пригородные поезда National Rail.

## Станция метро
Станция Фаррингдон располагается между станциями «Кингс-Кросс Сент-Панкрас» и «Барбикан», относится к первой тарифной зоне.

## Железнодорожная станция
Железнодорожная станция обслуживается пригородными поездами линии Фёрст Кэпитал Коннект сообщением Брайтон — Бедфорд, Лондон — Лутон, а также принимает поезда на аэропорт Гатвик. В некоторых случаях пригородные поезда на Моргейт делают Фаррингдон своей конечной остановкой. Железнодорожная станция также относится к первой транспортной зоне Лондона.

## История станции
Станция была открыта 10 января 1863 в составе первой в мире линии метрополитена — подземной железной дороги компании Метрополитен рейлуэй — от станции Бишопс-роуд до станции Фаррингдон-стрит. Первая станция (та самая, конечная Фаррингдон-стрит) была расположена неподалёку от нынешней. Общая длина линии составляла 4 мили (6 км). 23 декабря 1865 года, после открытия компанией Метрополитен рейлуэй ветки на Моргейт была перенесена на нынешнее место. 26 января 1922 года станция была переименована в Фаррингдон-энд-Хай-Холборн, а своё современное имя станция носит с 21 апреля 1936 года.
Здание станции представляет собой хорошо сохранившийся образец лондонской архитектуры начала XX века, а на фасаде до сих пор сохранилась надпись Фаррингдон-энд-Хай-Холборн.

## Планы будущего развития
Терминал крайне нуждается в реконструкции, так как плохо справляется с значительным пассажиропотоком в часы пик. Было разработано несколько проектов по увеличению пропускной способности станции, однако, пока не один из них не был реализован. На сегодняшний день наибольшие надежды в области реконструкции станции связаны с планируемым открытием первой линии системы Кроссрэйл, после строительства которой значение станции Фаррингдон, как крупного пересадочного узла лондонской транспортной системы увеличится в несколько раз.
Станцию системы Кроссрэйл планируется разместить между улицей Фаррингдон-роуд и Чартерхаус-сквер, с южной стороны нынешнего кассового павильона. Кассовый павильон планируется разместить на месте слияния улиц Фаррингдон-роуд и Коукросс-стрит. Зону между двумя станциями планируется сделать полностью пешеходной. Ещё один кассовый павильон будет построен после строительства пересадки между станцией линии Кроссрэйл и станцией Барбикэн.
Проект по строительству линии Кроссрэйл должен пройти слушания в Парламенте в 2008 году. Строительство линии планируется завершить в 2017 году.

## Смена системы электропитания поездов
Станция Фаррингдон выделяется из ряда других тем, что пригородные поезда линии Фёрст Кэпитал Коннект во время остановки на станции переключаются с 25 кВ переменного тока (система, применяемая на севере Лондона) на 750 В постоянного тока (третий рельс) (система, используемая в южной части Лондона). Исключением являются поезда, следующие на Моргейт — линия до этой станции полностью спроектирована на питание 25 кВ переменного тока.
Поезда метрополитена используют систему электропитания 630 В постоянного тока (третий и четвертый рельс).

## Галерея

Станция «Фаррингдон»
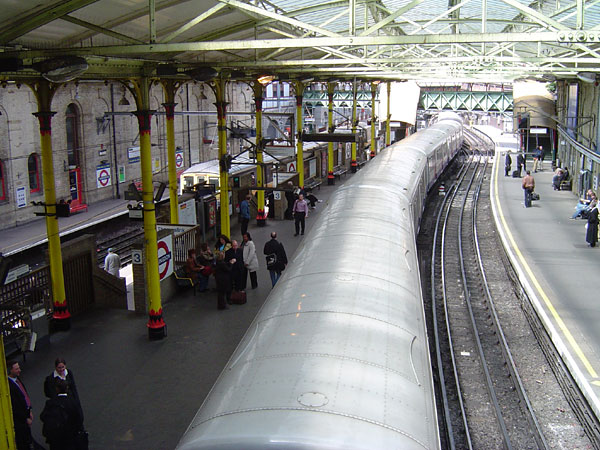
Северная часть платформы, метро — справа
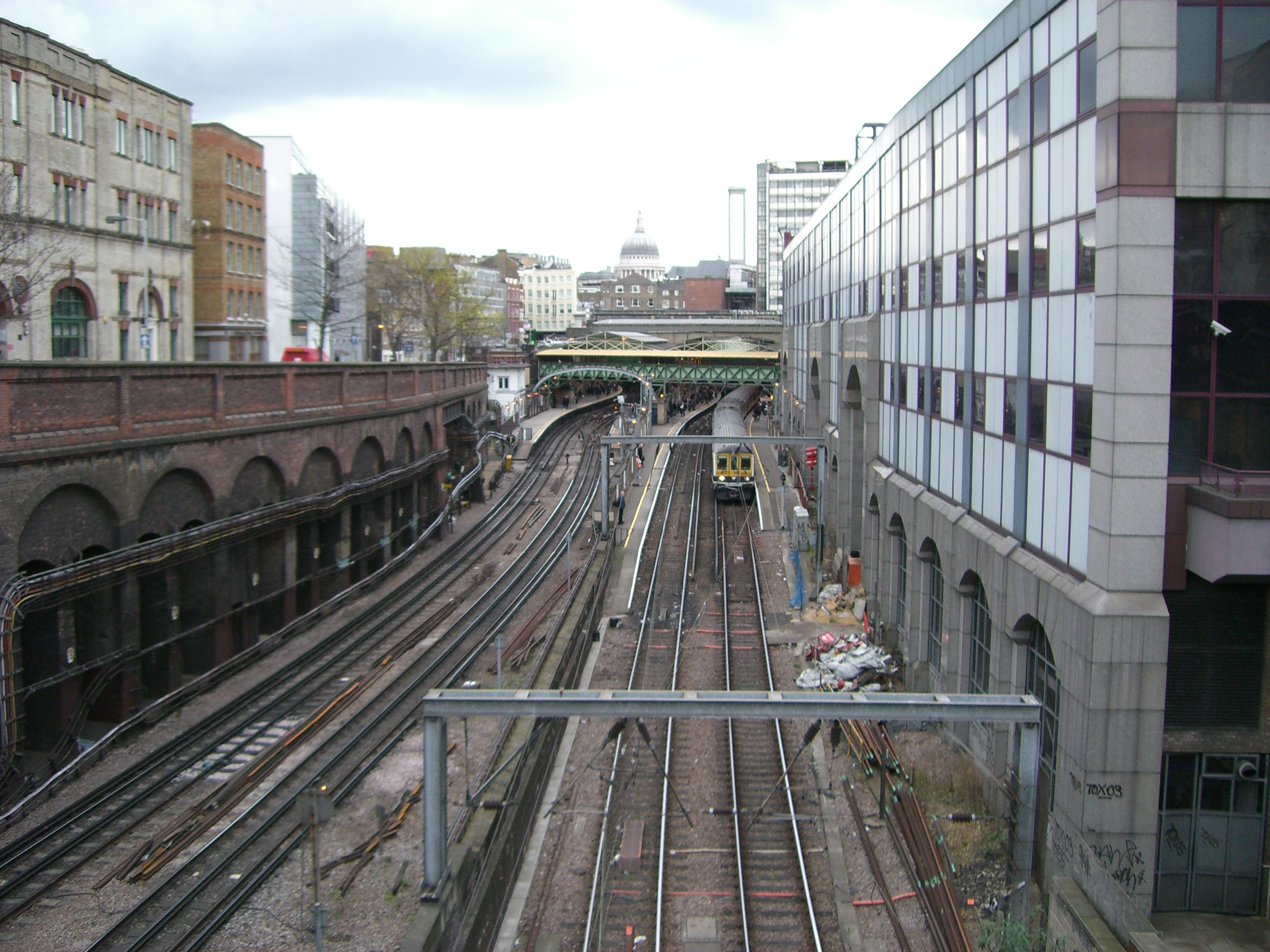
Вид на южную часть платформы.
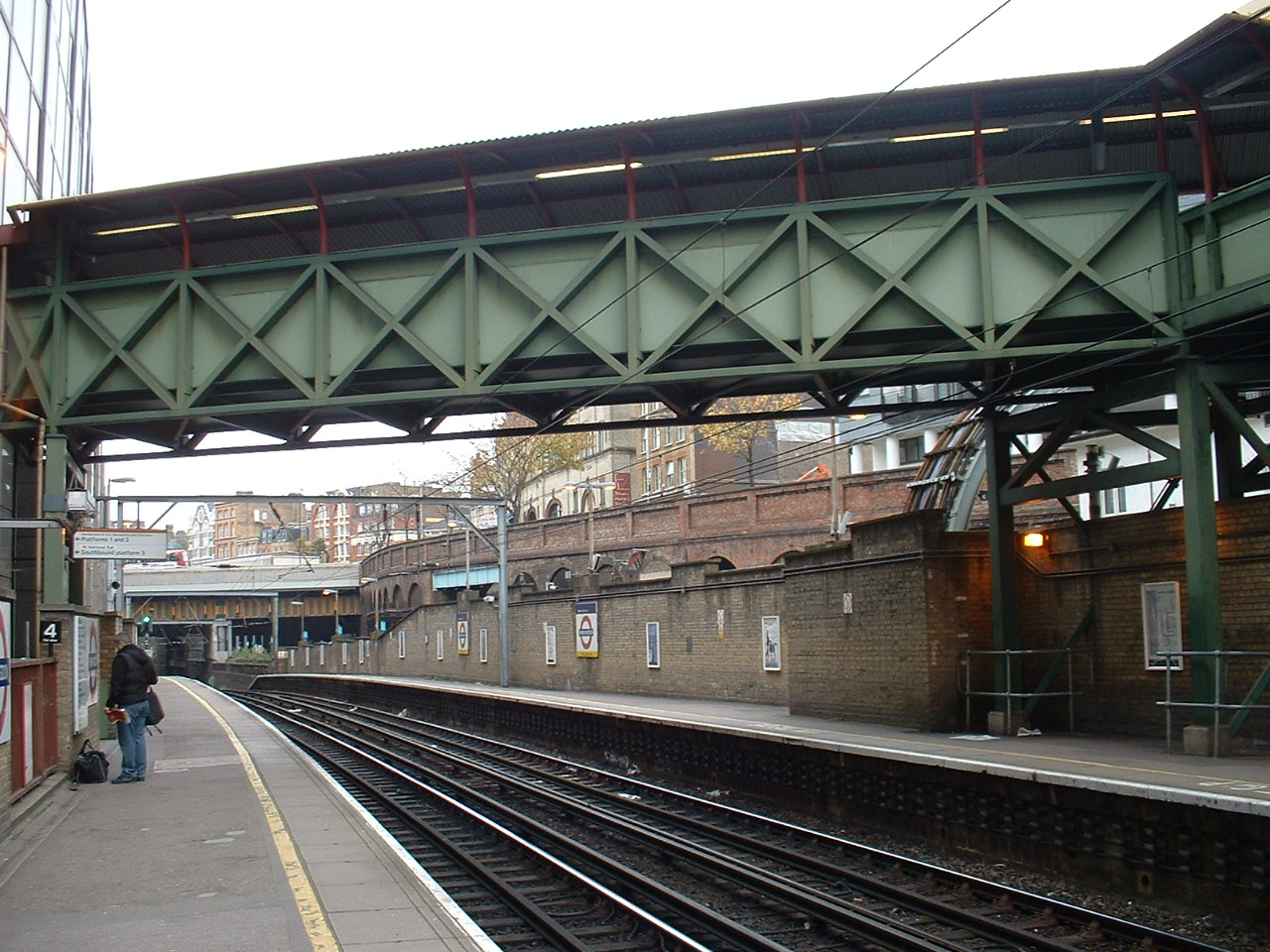
Северная часть платформ пригородных поездов
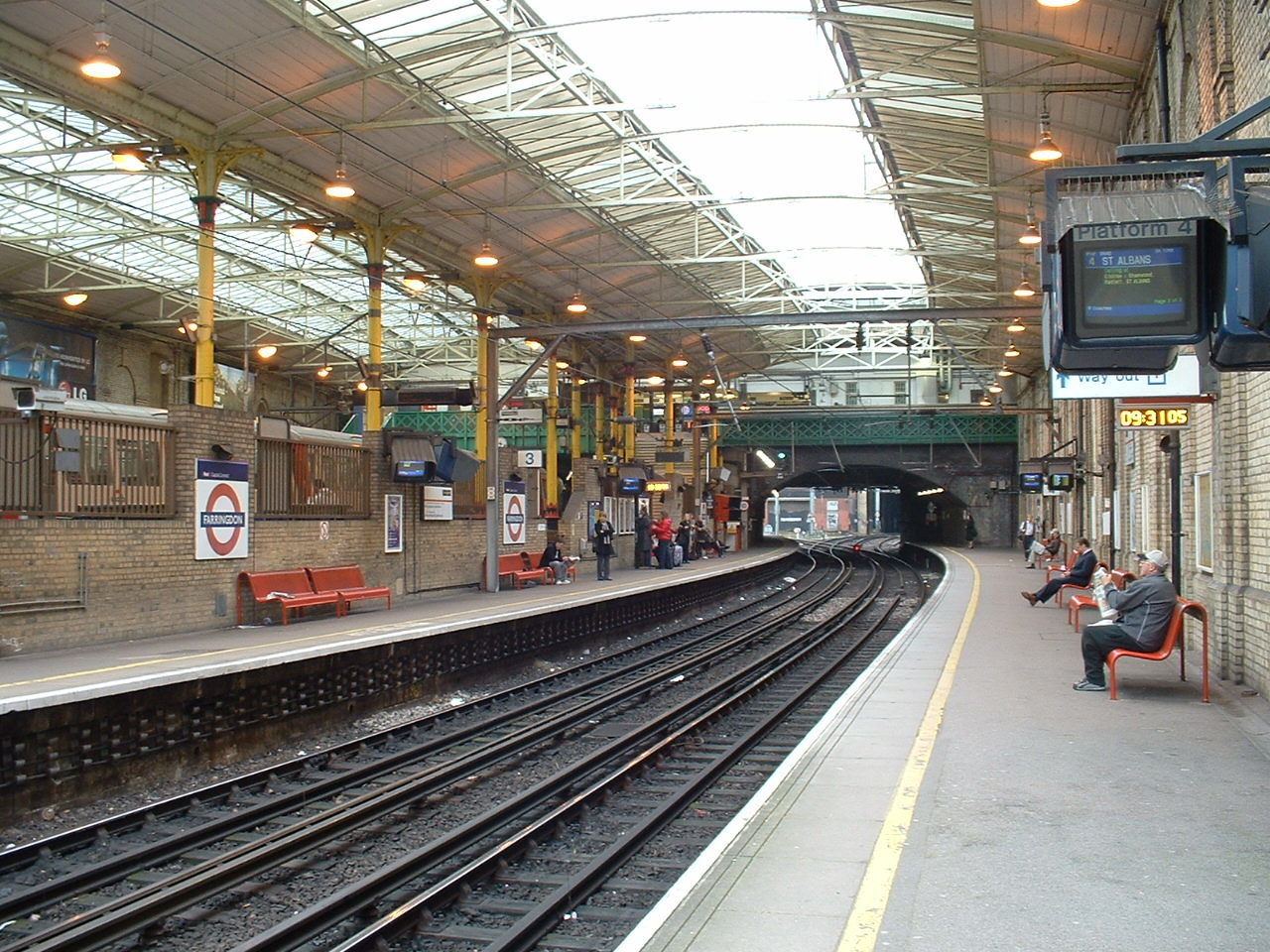
Южная часть платформ пригородных поездов
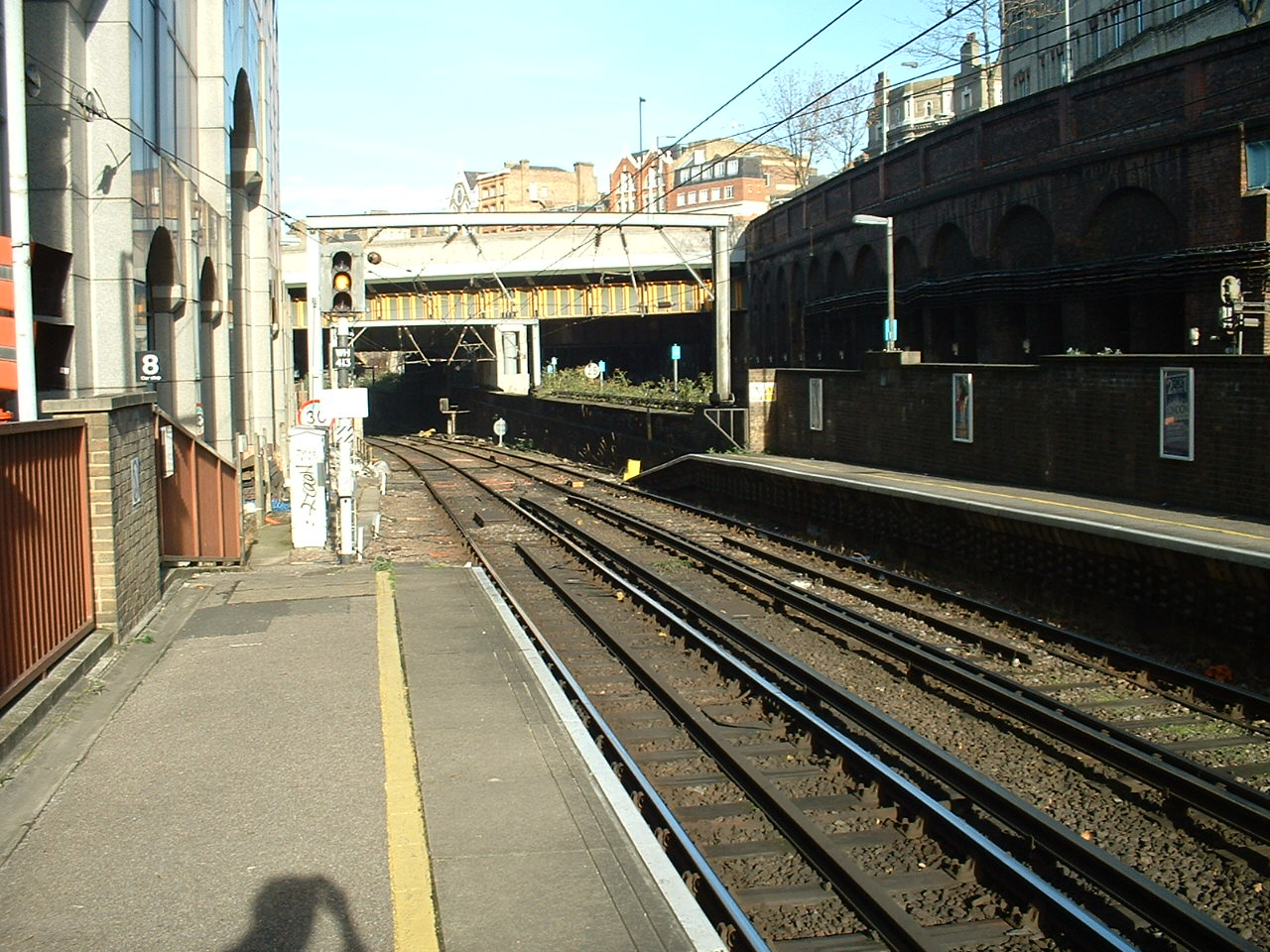
Третий рельс заканчивается в северной части пригородной платформы
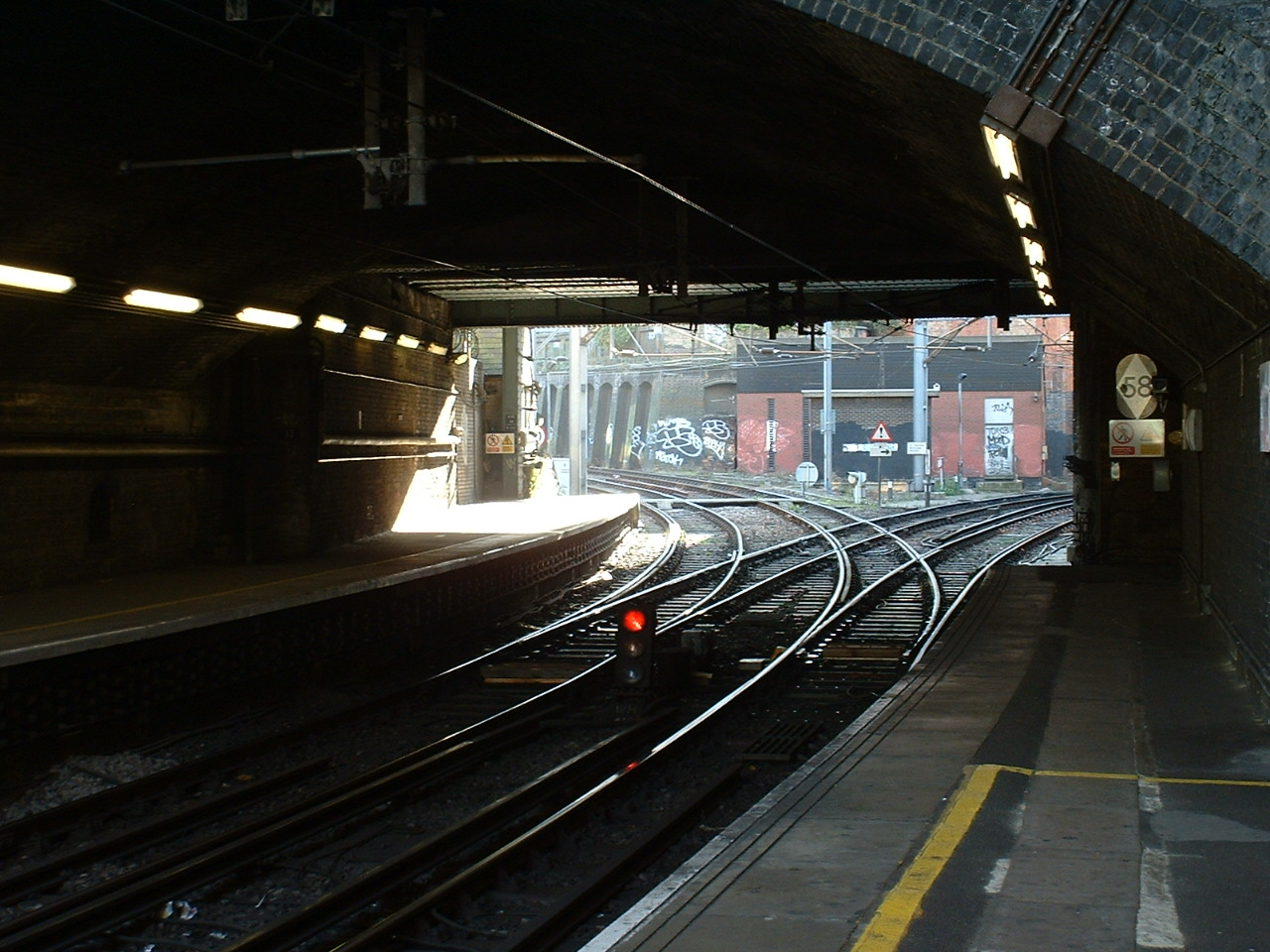
К югу от пригородной платформы, влево уходит линия на Моргейт, рядом с ней линия метро, другая пригородная линия уходит вправо.
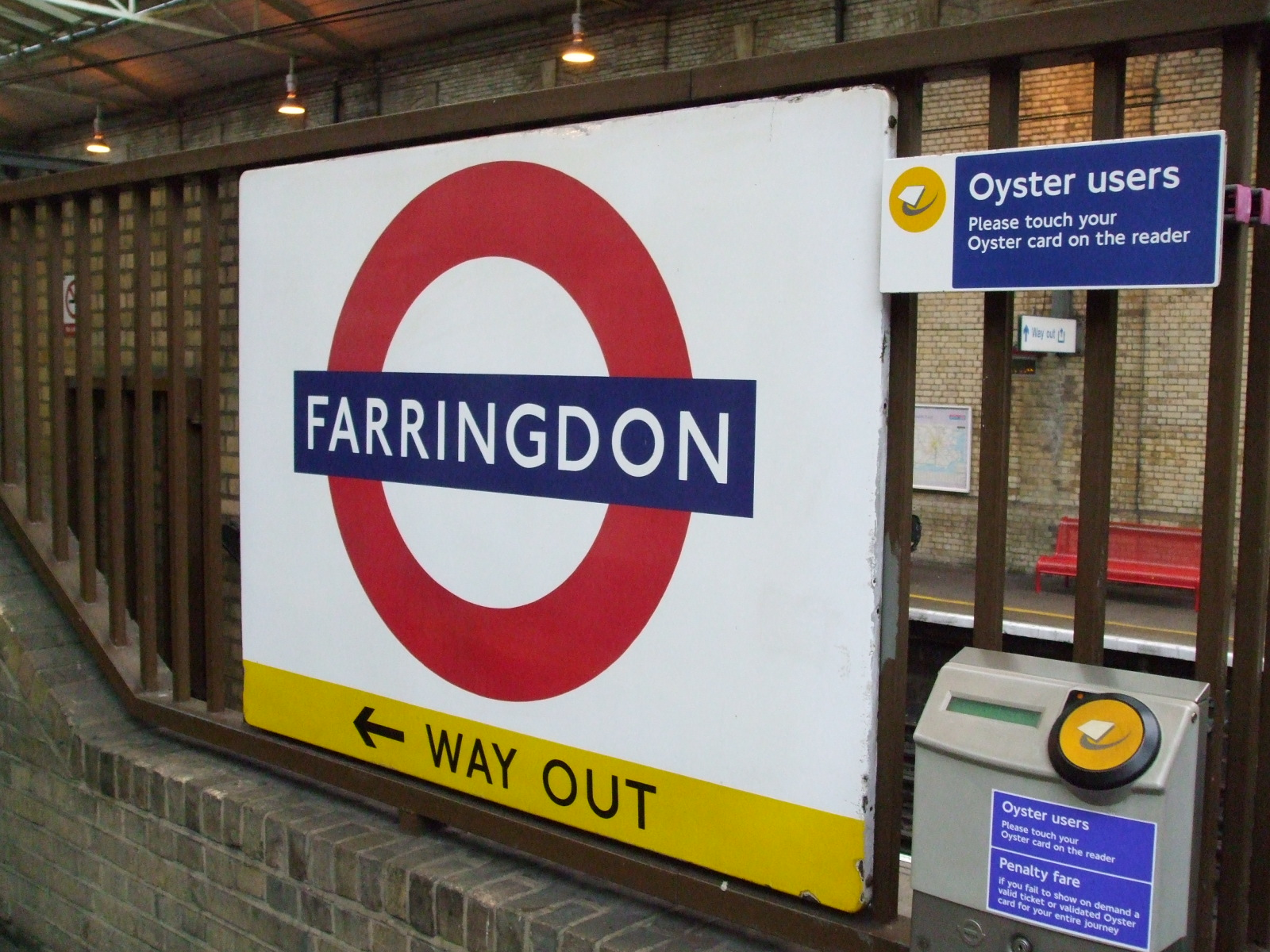
Рондель на путевой стене
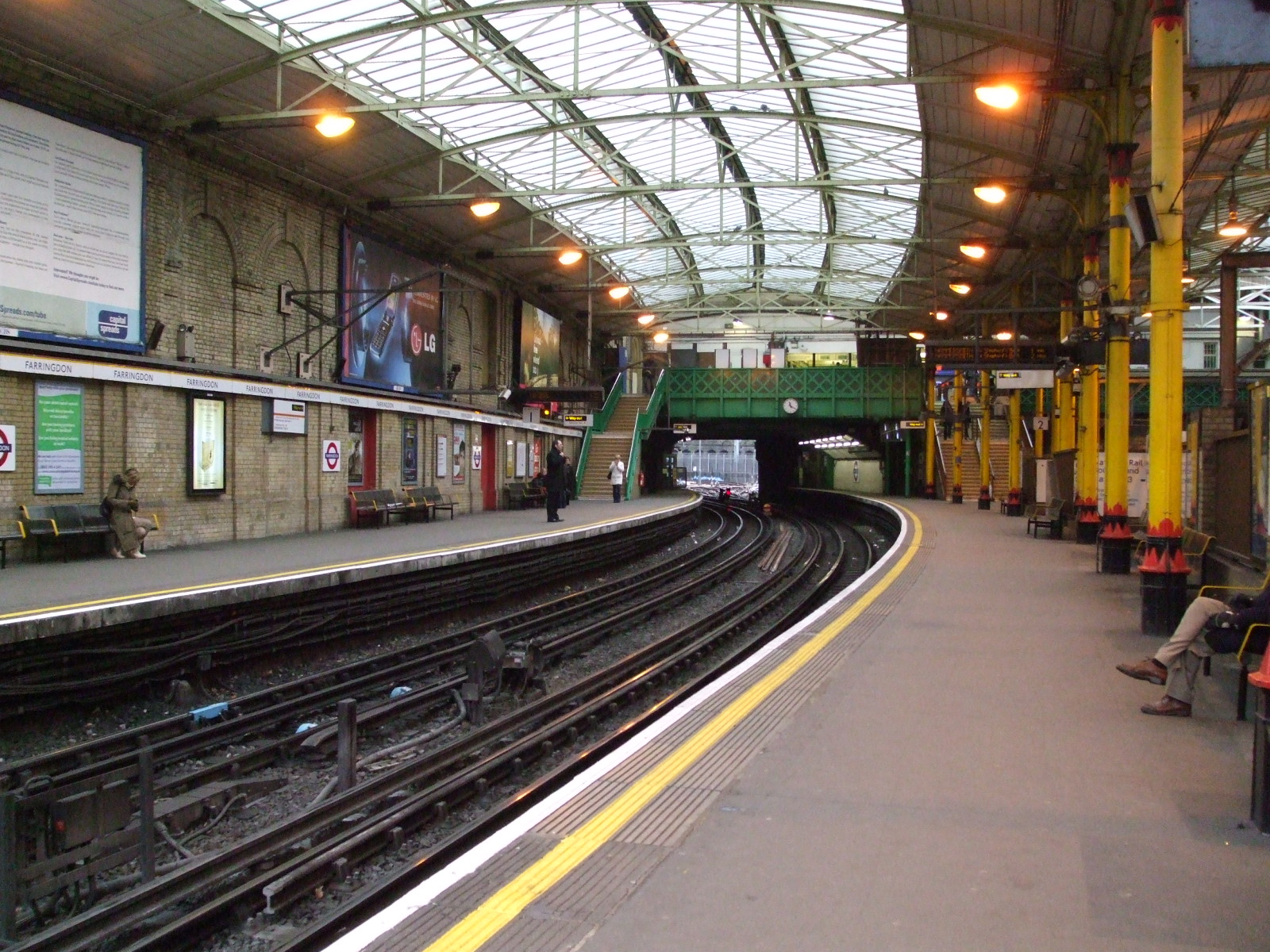
Платформа метрополитена (вид по часовой)
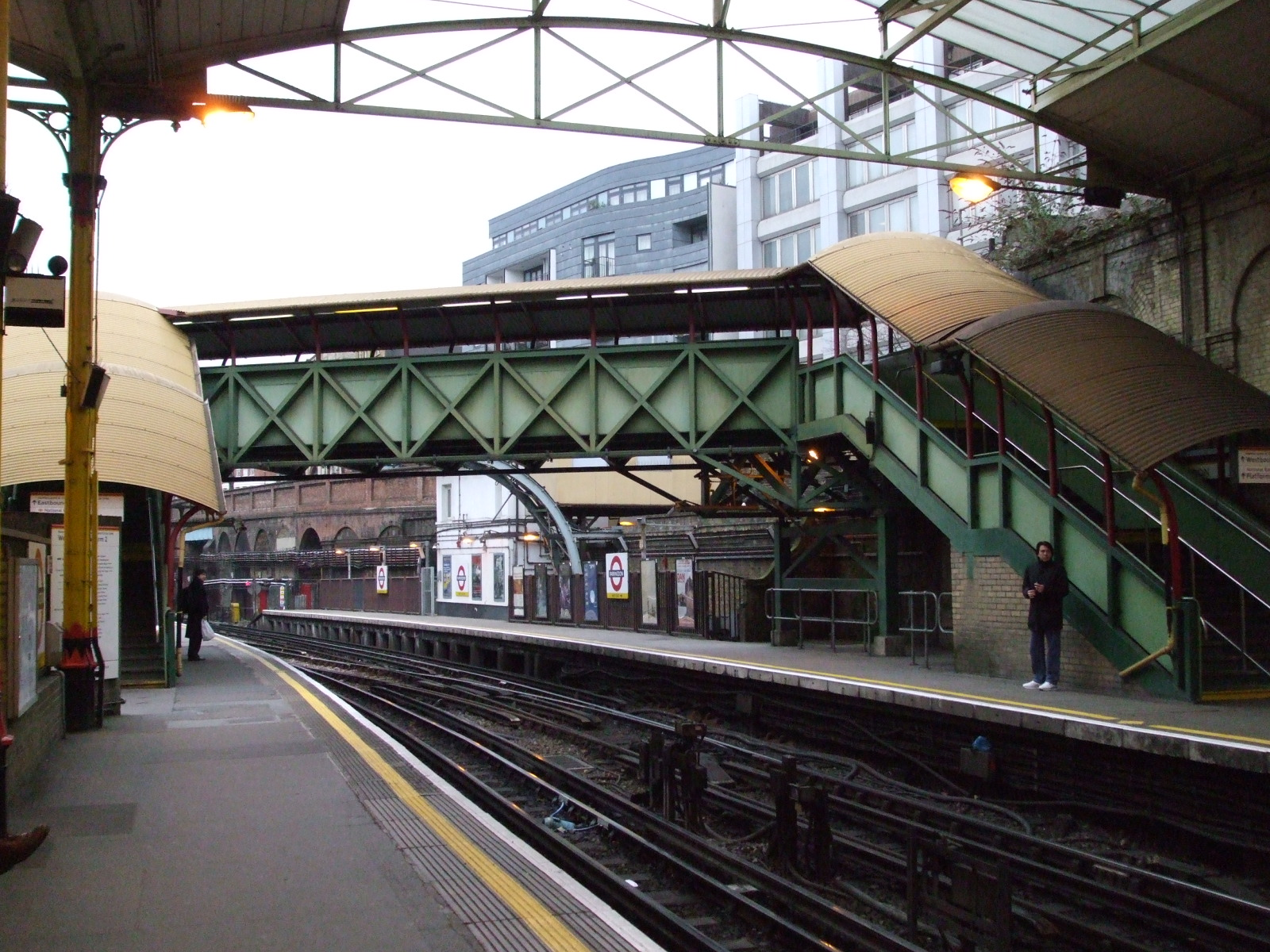
Платформа метрополитена (вид против часовой)